# Лунданская узкоколейная железная дорога
Лунданская узкоколейная железная дорога — лесовозная узкоколейка в Подосиновском районе, Кировской области. Максимальная длина 68 км, эксплуатируется в настоящее время 8 км, колея 750 мм.

## История
Лесовозная узкоколейная железная дорога в посёлке Лунданка (посёлок) в Подосиновском районе, Кировской области была построена в 1950 году. Изначально на Лунданской узкоколейке использовались паровозы. В 1960-е годы появились тепловозы ТУ4, а также мотовозы МД54-4, которые работали на ветках и временных путях «усах», тепловозы ТУ4 вели составы на магистральных путях. Также на узкоколейке работала автомотриса АМ1 — № 194, однако она использовалась редко. По состоянию на 1980 год, дорога работала активно, но максимальное расстояние вывоза леса составляло всего лишь 15 километров.

### Современное состояние
С 1999 года в зимнее время нет вывозки леса по узкоколейной железной дороге, лес транспортируется только по автозимникам. По состоянию на 2004 год дорога работает стабильно. Лунданский леспромхоз был передан в аренду предприятию ООО «Арс-Групп», которое вложило значительные средства в восстановление леспромхоза и узкоколейной железной дороги для нормальной работы. По состоянию на августе 2014 год узкоколейная железная дорога действует, общая длина 15 км, но используется только половина.

## Подвижной состав

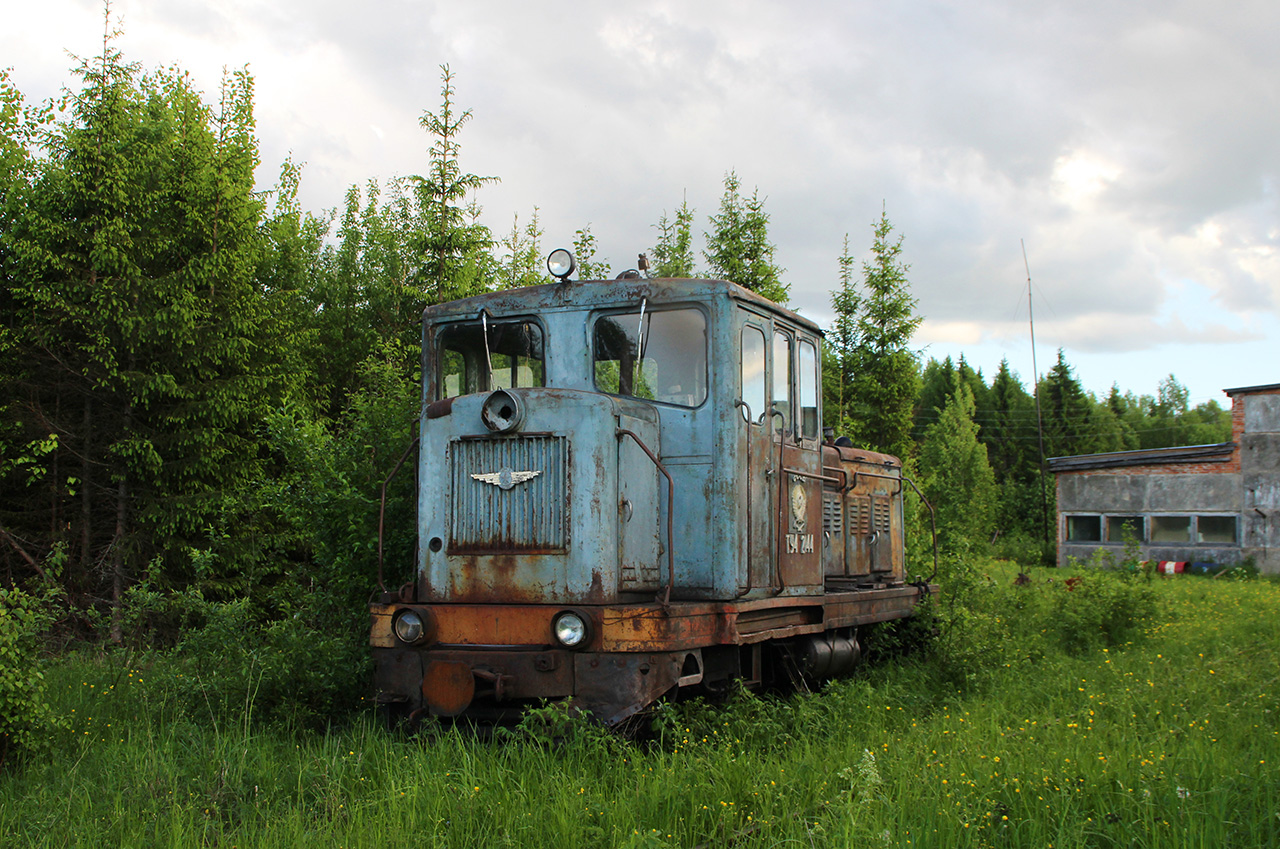
ТУ4—2144

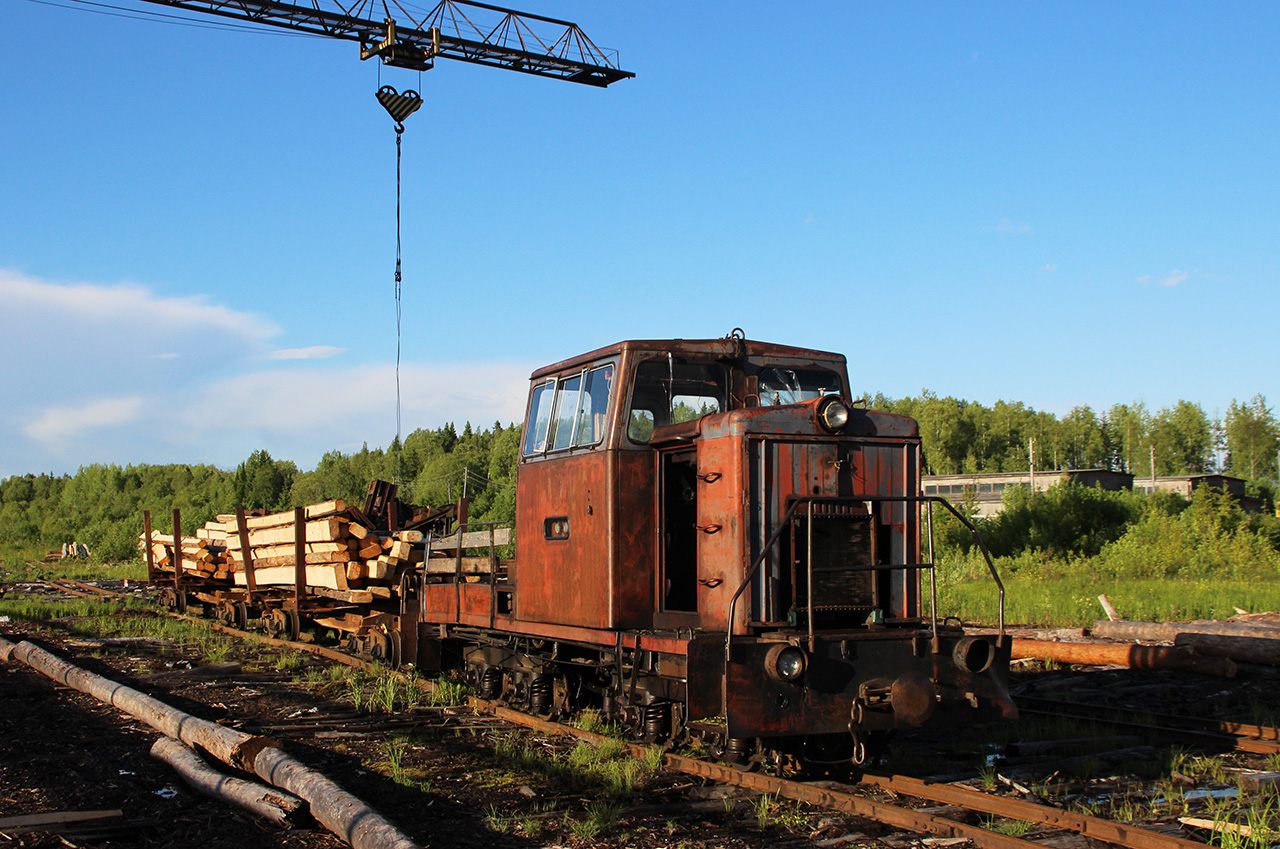
ТУ6Д—0385

### Локомотивы
- ТУ4 — № 1829, 2144, 2440
- ТУ6Д — № 0385

### Вагоны
- Вагоны — сцепы
- Вагон цистерна
- Хопперы-дозаторы
- Вагоны платформы
- Пассажирские вагоны ПВ40

### Путевые машины
- Снегоочиститель узкоколейный

### Частные средства передвижения
- Самодельные «пионерки»